# دور المجموعات في دوري أبطال آسيا 2011
بمجموع 32 فريق، 16 من غرب آسيا و 16 من شرق آسيا، سوف يتنافسون في دور المجموعات في دوري أبطال آسيا 2011. هذه الدور يحمل 30 إدخالات مباشرة و 2 فائزين من الملحق التصفيات (واحد من غرب آسيا وواحد من شرق آسيا).
ال32 فريق تم تقسيمهم إلى ثمان مجموعات تحتوي كلها على أربعة فرق. قرعة دور المجموعات عقدت في كوالالمبور، ماليزيا يوم 7 ديسمبر 2010. أندية من نفس البلد ممكن ان لا يتم وضعهم في مجموعة واحدة.
الفائز والوصيف عن كل مجموعة يذهبون إلى جولة خروج المغلوب.

## المجموعات
الأندية يتم ترتيبها في جدول الترتيب وفقاً للقواعد التالية:
1. أكبر عدد من النقاط التي تم الحصول عليها في مباريات المجموعة بين الفرق المعنية؛
2. نتيجة فرق الأهداف من مباريات المجموعة بين الفرق المعنية؛ (هدف اعتباري لا تنطبق)
3. أكبر عدد من الأهداف سجل في مباريات المجموعة بين الفرق المعنية؛ (هدف اعتباري لا تنطبق)
4. فرق الأهداف المسجلة في جميع مباريات المجموعة؛
5. أكبر عدد من الأهداف المسجلة في جميع مباريات المجموعة؛
6. ضربات من علامة الجزاء إذا كان فريقان معنيين وكلاهما على ميدان اللعب؛
7. احتساب نقاط أقل وفقا لعدد من البطاقات الصفراء والحمراء المحصول عليها وردت في مباريات المجموعة؛ (نقطة 1 لكل بطاقة صفراء، 3 نقاط لكل بطاقة حمراء نتيجة لحصوله على إنذارين، 3 نقاط لكل بطاقة حمراء مباشرة، 4 نقاط لكل بطاقة صفراء تتبعها بطاقة حمراء مباشرة)
8. سحب القرعة من الاتحاد الآسيوي لكرة القدم.

| مفاتيح الألوان في جدول المجموعات              |
| --------------------------------------------- |
| متصدر المجموعة ووصيفه ينتقلون إلى ربع النهائي |
| صاحب المركز الثالث والرابع                    |